# Huixian
Huixian (en chino, 辉县; pinyin, Huīxiàn (escuchar)ⓘ) es un municipio  bajo la administración directa de la Prefectura Xinxiang en la Provincia de Henan, República Popular China.  Su área es de 1681 km² y su población total para 2010 superó los 740 mil de habitantes. 

## Administración
Desde octubre de 2023, el  Municipio Huixian se divide en 22 pueblos que se administran en 2 subdistritos, 13  poblados y 7 villas.

## Toponimia
El topónimo Huixian [/Juéi-xián/] literalmente quiere decir "condado Hui «resplandor»".
En el año 1215 durante la dinastía Jin, el Condado Sumen (苏门县) fue elevado a Provincia (州 Zhou) y renombrado como Provincia Hui (辉州 Huizhou). En el año 1368 se degradó a Condado (县 Xian) llamándose Condado Hui (辉县 Huixian). Para 1988 el condado se niveló a municipio, pero por tradición mantuvo la categoría "condado" (xian) en el nombre propio.
La denominación Hui (辉) se debe a la existencia del Salón Qing[hui] (清辉殿 "resplandor puro"), este a su vez proviene del un famoso verso "Las montañas y las aguas emanan un resplandor puro" (山水含清辉 Shānshuǐ hán Qīnghuī), este poema capturaba la belleza al entorno del lago Baiquan (百泉湖 "los cien manantiales) ubicado al noroeste de la ciudad.
Es el único sitio de toda China que en su nombre propio lleva la palabra "condado".